# Philipp Allmang
Johann Philipp Allmang (* 29. Oktober 1799 in Heidelberg; † 31. März 1867 ebenda) war ein deutscher evangelischer Geistlicher und Politiker.

## Leben

### Werdegang
Philipp Allmang besuchte das Gymnasium (heute: Kurfürst-Friedrich-Gymnasium) in Heidelberg und immatrikulierte sich anschließend zu einem Theologiestudium an der Universität Heidelberg.
Im Herbst 1825 wurde er Kandidat der Theologie und trat in den Dienst der badischen Landeskirche und wurde Vikar bei seinem Onkel, dem Ladenburger Stadtpfarrer Johann Friedrich Allmang (1774–1839), der 1816 sein Amt angetreten hatte. Diesen unterstützte er sowohl in Ladenburg als auch nach dessen Versetzung nach Schriesheim bis zu dessen Tod.
1840 wurde er Pfarrer in Dossenheim und wurde 1851 durch einen Diensttausch Pfarrer der Evangelischen Kirche Heddesheim; dort amtete er bis zu seinem Tod. Einer seiner Vorgänger in Heddesheim war Georg Friedrich Schlatter, der später als Teilnehmer der Badischen Revolution 1848/49 zu zehn Jahren Zuchthaus verurteilt wurde.
Er verstarb in seinem Elternhaus während des Besuchs seiner Geschwister.

### Berufliches und gesellschaftliches Wirken
Philipp Allmang machte sich durch seine persönliche Mitwirkung um die Hebung der evangelischen Volksschule in Heddesheim verdient. Er hat sich auch besonders die Ausbildung in der Landwirtschaft zur Aufgabe gemacht und war ein einflussreiches Mitglied im Vorstand des Großherzoglich Badischen landwirtschaftlichen Vereins im ehemaligen Unterrheinkreis, dessen Vorstand Lambert Joseph von Babo war.
Gemeinsam mit Lambert Joseph von Babo, den er auf dessen Visitationsreisen in den Odenwald begleitete und mit dem er die Prüfungen in der Landwirtschaft vorzunehmen pflegte, hat er viel für die Verbreitung besserer Einsichten und Grundsätze getan und damit mittelbar für die Hebung des Wohlstands gesorgt.
Für die Zeiträume von 1855 bis 1856 und von 1857 bis 1858 wurde er für den Wahlbezirk des Amtes Heidelberg in den Landtag der Badischen Ständeversammlung gewählt und war in dieser Zeit an den wichtigsten gesetzgeberischen Arbeiten, namentlich bei der Besserstellung der Lehrer und der Ausstattung der Schulen, beteiligt.
Am 21. und 22. August 1863 nahm er als Angehöriger der Zweiten Badischen Kammer an den Verhandlungen des zweiten Kongresses deutscher Abgeordneter in Frankfurt am Main teil, der während des Frankfurter Fürstentags tagte; die Abgeordneten hielten die dort verhandelte Frankfurter Reformakte für nicht weitgehend genug und bekannten sich zur Frankfurter Reichsverfassung von 1849.
In seiner kirchlichen Tätigkeit beschäftigte er sich mit kirchlichen Rechtsfragen; dazu studierte er die Literatur der pfälzischen Geschichte und der pfälzischen Verhältnisse.

## Mitgliedschaften
- Philipp Allmang war Mitglied des Großherzoglich Badischen landwirtschaftlichen Vereins; 1863 wurde er zum Vorstand des Ladenburger landwirtschaftlichen Bezirksvereins und 1866 zum Vorsitzenden des Pfalzgaus gewählt; er erwarb sich unter anderem im Tabakbau[8] sowie in der Bienenzucht[9] große Verdienste.

## Ehrungen und Auszeichnungen
- Die Johann-Philipp-Allmang-Straße in Heddesheim wurde nach ihm benannt.